# Make Me Wanna Die
«Make Me Wanna Die» es el primer sencillo de la banda The Pretty Reckless, perteneciente a su álbum debut Light Me Up, estrenado el 30 de marzo de 2010 por Interscope.

## Letra
La canción fue escrita por Taylor Momsen, Kato Khandwala y Ben Phillips, y también producida por Khandwala para su álbum debut, Light Me Up. Fue lanzado el 30 de marzo de 2010 en los Estados Unidos como el primer sencillo de la banda. El intro de la canción cuenta con una reelaboración de la canción de ABBA, «Lay All Your Love on Me».

## Recepción crítica
Nick Levine del Blog de Digital Spy le dio a la canción una reseña positiva afirmando que:

Fans serios de la música, prepárense para burlarse como Kenneth Williams cuando Babs dejó escapar un silencioso 'n' mortal en su camerino... The Pretty Reckless son una banda de Nueva York encabezada por una estrella adolescente de televisión de 16 años cuyo sencillo debut está en la banda sonora de una película de acción escrita por la esposa de Jonathan Ross. ¿Quién dice que el punk está muerto?
La cosa esta dicha, Make Me Wanna Die es una pizca de explosión. Para ser precisos, es una genial losa gigante de un angustioso grunge-pop con un estribillo magnífico, algunos riffs de guitarra y una agradable producción brillante/grungey como el pelo teñido de la cantante. En cuanto a ella, Taylor Momsen: Bueno, ella da una magnitud lo suficientemente buena "para sugerir a los fanes serios de la música a cortar con su equipo burlón. .

## Video musical
Un video promocional fue lanzado el cual incluye shows en vivo y material del backstage de la banda. Este video es considerado como la versión viral y se estrenó el 13 de mayo de 2010, en Vevo de YouTube. El video musical oficial, debido a que el original fue pospuesto por problemas legales relacionados con la censura, fue estrenado el 15 de septiembre de 2010 en iTunes en los Estados Unidos. El video fue dirigido por Meiert Avis.

## Formato y lista de canciones
Descarga digital
1. "Make Me Wanna Die" – 3:54
2. "Zombie" – 3:07

## Posición en las listas
| Lista (2010)      | Posición |
| ----------------- | -------- |
| Australian (ARIA) | 61       |
| European Hot 100  | 57       |
| UK Singles        | 16       |
| UK Rock           | 1        |